# Introd
Introd – miejscowość i gmina we Włoszech, w regionie Dolina Aosty.
Według danych na styczeń 2009 gminę zamieszkiwało 618 osób przy gęstości zaludnienia 31,4 os./1 km².